# Seekoo Island
Seekoo Island är en ö i Kanada.   Den ligger i territoriet Nunavut, i den östra delen av landet, 2 300 km norr om huvudstaden Ottawa. Arean är 3,0 kvadratkilometer.
Terrängen på Seekoo Island är platt. Öns högsta punkt är 95 meter över havet. Den sträcker sig 3,6 kilometer i nord-sydlig riktning, och 1,6 kilometer i öst-västlig riktning.